# Lohn, Preis und Profit
Lohn, Preis und Profit ist die Bezeichnung eines Vortragsmanuskripts von Karl Marx aus dem Jahre 1865, welches erstmals 1898 von Marx’ Tochter Eleanor veröffentlicht wurde. Es beinhaltet die marxsche Mehrwerttheorie in groben Zügen, wie sie im Kapital von 1867 ausführlich dargestellt ist.

## Entstehungs- und Veröffentlichungsgeschichte
Die etwa 50 Seiten lange Schrift entstand für einen Vortrag, den Marx während der Sitzungen des Generalrats der Internationalen Arbeiterassoziation am 20. und 27. Juni 1865 hielt. Geschrieben wurde der Text zwischen Ende Mai und dem 27. Juni 1865. Erstmals veröffentlicht wurde er 1898 von Eleanor Marx in englischer Sprache unter dem Titel Value, price and profit mit einem Vorwort von Edward Aveling. Dieser gliederte den Text zudem in Abschnitte, die er folglich auch selbst betitelte. Die deutschsprachigen Marx-Engels-Werke basieren auf dem englischsprachigen Manuskript des Vortrags. Diese nahmen ebenfalls eine Gliederung des Textes vor, die jener Avelings bis auf den 11. Abschnitt gleicht, der in den MEW fehlt. Im Marxists Internet Archive ist der Text in 13 Sprachen verfügbar.

## Inhalt
Marx stellt in der Rede den Zusammenhang von Warenpreis und Lohnzahlungen infrage. Warenpreise würden sich nach dem Gesetz von Angebot und Nachfrage verhalten; Lohnzahlungen seien auf die Verhandlungen zwischen Arbeitern und Kapitalisten zurückzuführen. Da die Arbeiterklasse einen Großteil ihres Einkommens für Nahrungsmittel verausgaben müsse, würde zwar eine allgemeine Steigerung der Lohnrate eine erhöhte Nachfrage und somit eine Steigerung der Marktpreise nach sich ziehen. Marx zeigt jedoch an einigen Beispielen der zeitgenössischen britischen Wirtschaft, dass die Preise nicht immer fielen, wenn der Lohn verringert wurde, und nicht immer stiegen, wenn er erhöht wurde. Er weist daher das 1817 von David Ricardo in „On the Principles of Political Economy and Taxation“ geprägte „Dogma“, Warenpreise würden bestimmt oder geregelt durch Arbeitslöhne, zurück. Um das zu verdeutlichen, zeigt er auf, dass „im Durchschnitt hochbezahlte Arbeit Waren mit niedrigem Preis und niedrig bezahlte Arbeit Waren mit hohem Preis“ produzieren könne.
Der Wert einer Ware sei vielmehr zu bestimmen durch die Masse der gesellschaftlichen Arbeit, die in die Förderung aller notwendigen Rohstoffe für die Ware und die Produktion der Ware selbst, geleistet worden sei. Die Masse der gesellschaftlichen Arbeit sei nach der Dauer der Arbeitszeiten aufzuaddieren, die die Förderung der Rohstoffe, ihrer Verarbeitung und die Entwicklung des dazu nötigen Instrumentariums (Geräte, Maschinen) in Anspruch genommen hat. Der daraus entstehende Warenwert, den Marx in Anlehnung an Adam Smith auch „natürlichen Preis“ nennt, sei (so definiert er selbst) „direkt proportional den auf ihre Produktion angewandten Arbeitszeiten und umgekehrt proportional der Produktivkraft der angewandten Arbeit.“ Er sei nicht dem Marktpreis gleichzusetzen, der sich zusammensetze aus dem Wert einer Ware und dem Gewinn, also des Teils des Verkaufspreises, der nach dem Abzug von Lohnzahlungen, Mieten und Materialkosten übrig ist.
Der Wert der Arbeitskraft entspräche dem „Wert der Lebensmittel [als Ware], die zur Produktion, Entwicklung [Heranwachsen], Erhaltung [Lebenshaltungskosten] und Verewigung [Fortpflanzung] der Arbeitskraft“ notwendig ist. Der Wert der Lebensmittel lasse sich also in den Wert der Arbeitskraft umrechnen. Lediglich der Wert der Arbeitskraft würde dem Arbeiter am Ende eines definierten Zeitrahmens (z. B. ein Tag) ausgezahlt, aber er müsse länger für den Kapitalisten arbeiten als er für die Produktion des seiner Arbeitskraft entsprechenden Warenwertes benötige. Die überschüssige Arbeitskraft nennt Marx den Mehrwert für den Kapitalisten. Dem Arbeiter erscheine es indessen so als sei die gesamte von ihm verrichtete Arbeit lediglich den Lohn wert, den er ausgezahlt bekomme. Dies sei ein entscheidender Unterschied zu historischen Formen der Arbeit, die in einem Verhältnis von 1:1 zu den Werten ihrer Arbeitskraft gestanden hätten.
Der Mehrwert (auch Profit) des Kapitalisten käme nun dadurch zustande, dass dieser die Ware zu dem Preis verkaufe, die nach dem Gegenwert der Arbeitsstunden den vermeintlichen Wert der Ware ausmachen würden. Dabei rechne der Kapitalist jedoch die tatsächlich vom Arbeiter erbrachte Arbeitskraft auf ihren Wert um, obwohl er ihm nicht den Lohn gezahlt hat, der diesem Wert entspräche. Die Arbeitskraft, die der Arbeiter in die Produktion von Waren gesteckt hat, nachdem er den Gegenwert seiner Lohnzahlung bereits herausgearbeitet hat, streicht der Kapitalist also als Mehrwert gratis ein. Der Kapitalist muss unter Umständen einen Teil dieses Mehrwerts in Form von Grundrente oder Zinszahlungen an andere Kapitalisten abtreten. Insgesamt stünden (Arbeits-)Lohn und Profit in einem entgegengesetzten Abhängigkeitsverhältnis. Steigt der Lohn des Arbeiters, so sinkt der Profit des Kapitalisten; sinkt der Lohn, so steigt der Profit.
Anschließend beschreibt Marx die Möglichkeiten, Arbeitslohn zu heben oder ihrer Senkung entgegenzuwirken. Er benennt fünf Fälle:
1. Verminderte Produktivkraft der Arbeiter führt zum Einstellen zusätzlicher Arbeiter, zum Steigen der Lebensmittelpreise und zu einer Verminderung des Mehrwertes. Der Arbeiter könne davon profitieren, wenn er auf einer den neuen Lebensmittelpreisen angemessenen Entlohnung bestünde.
2. Durch die Entdeckung neuer Goldminen und der damit verbundenen Abwertung des Goldpreises ist die Werterhöhung anderer Waren (auch Arbeitskraft und Lebensmittel) verbunden. Ihr relativer Wert zueinander würde aber gleich bleiben.
3. Begrenzung der täglichen Arbeitszeit und Abschaffung der Kinderarbeit gibt der dann noch geleisteten Arbeit ihren Wert zurück.
4. Durch den Kampf um einen höheren Lohn widersetzt sich der Arbeiter gegen die zunehmende Entwertung seiner Arbeit. Gerade in Zeiten des Wirtschaftlichen Aufschwungs kann dieser Kampf erfolgreich sein. Eine Steigerung der Löhne bei wirtschaftlicher Prosperität gleicht eine Lohnsenkung bei schlechter wirtschaftlicher Lage aus.
5. Der Kampf um einen höheren Lohn muss ständig erfolgen. Marx spielt hier auf organisierte Interessenvertreter der Arbeiter an.

Zuletzt spekuliert Marx über die Erfolgsaussichten dieser Maßnahmen. Allgemein würde sich der Marktpreis der Arbeitskraft, wie bei allen Waren, nie ihrem Wert anpassen können. Jedoch sei der Wert der Arbeit bestimmt durch die landestypischen Traditionen und Lebensstandards, die veränderbar seien. Außerdem entscheide die gesellschaftlich stärkere Gruppe über die Ausgestaltung des ökonomischen Systems und sogar über das System an sich. Ein kontinuierlicher Druck der Arbeiter (auch mittels des Staates) auf die Kapitalisten würde also die Lohnzahlungen erhöhen helfen. Die Arbeiterklasse würde so aber lediglich gegen unliebsame Wirkungen kämpfen, nicht gegen die Ursachen. Nur der Kampf gegen das Lohnsystem an sich könne die Tendenz des kapitalistischen Systems aufhalten.

## Veröffentlichungen

### Erstausgaben
- Karl Marx: Value, price, and profit. Addressed to working men. Ed. by Eleanor Marx Aveling. S. Sonnenschein, London 1898
- Lohn, Preis und Profit. Vortrag gehalten im Generalrath der „Internationale“ am 26. Juni 1865 von Karl Marx. In: Die neue Zeit. Revue des geistigen und öffentlichen Lebens. 16.1897-98, 2. Bd.(1898), Heft 27, S. 4–13  Digitalisat
- Lohn, Preis und Profit. Vortrag gehalten im Generalrath der „Internationale“ am 26. Juni 1865 von Karl Marx. In: Die neue Zeit. Revue des geistigen und öffentlichen Lebens. 16.1897-98, 2. Bd.(1898), Heft Heft 28, S. 36–42  Digitalisat
- Lohn, Preis und Profit. Vortrag gehalten im Generalrath der „Internationale“ am 26. Juni 1865 von Karl Marx. In: Die neue Zeit. Revue des geistigen und öffentlichen Lebens. 16.1897-98, 2. Bd.(1898), Heft 29, S. 68–76  Digitalisat
- Lohn, Preis und Profit. Vortrag gehalten im Generalrath der „Internationale“ am 26. Juni 1865 von Karl Marx. In: Die neue Zeit. Revue des geistigen und öffentlichen Lebens. 16.1897-98, 2. Bd.(1898), Heft 30, S. 111–118 Digitalisat
- Lohn, Preis und Profit. Vortrag gehalten im Generalrath der „Internationale“ am 26. Juni 1865 von Karl Marx. In: Die neue Zeit. Revue des geistigen und öffentlichen Lebens. 16.1897-98, 2. Bd.(1898), Heft 31, S. 131–140  Digitalisat
- Lohn, Preis und Profit. Vortrag, gehalten im Generalrat der „Internationale“ am 26. Juni 1865 von Karl Marx. Uebersetzt von E[duard]. [und] R[egina]. Bernstein. Buchhandlung Volksstimme, Frankfurt am Main 1908
- Karl Marx: Salaires, prix, profits. Trad. par Charles Longuet. Giard, Paris 1899

### Online Ausgaben
- Lohn, Preis und Profit, Marx-Engels-Werke Band 16, S. 103–152
- Karl Marx: Value, price, and profit. Addressed to working men. Ed. by Eleanor Marx Aveling Vorwort Edward Aveling. Marx, Karl. Value, Price and Profit. New York: International Co., Inc, 1969

### Neuausgabe
- Lohn, Preis und Profit. Das kleine »Kapital«: ein Vortrag zur Politischen Ökonomie des Kapitalismus. Herausgegeben und kommentiert von Thomas Kuczynski, VSA Verlag, Hamburg 2022, ISBN 978-3-96488-147-2.